# Acquanetta Warren
Acquanetta Warren (* 1956 in Compton, Kalifornien) ist eine US-amerikanische Lokalpolitikerin. Seit 2010 ist sie die erste afroamerikanische Bürgermeisterin der kalifornischen Stadt Fontana.
Warren studierte am Occidental College und schloss mit dem Bachelor of Arts in Politikwissenschaft ab. In den 1980ern arbeitete sie im Bankwesen, erst bei Lloyds Bank California und ab 1986 für die First Interstate Bank. Seit 1991 ist Warren in der öffentlichen Verwaltung der Stadt Upland tätig, derzeit als Vizedirektorin des Bauamtes.
1993 zog Acquanetta Warren nach Fontana. Für eine Afroamerikanerin war dieser Schritt insofern bemerkenswert, da Fontana bis in die 1980er-Jahre eine Hochburg des kalifornischen Ku-Klux-Klans war. 2002 wurde Warren erstmals in den Stadtrat von Fontana gewählt. Im Sommer 2010 bewarb sie sich bei der republikanischen Vorwahl erfolglos um die Kandidatur im 63. Wahlbezirk der California State Assembly, ihr Parteikollege Mike Morrell gewann dann die Hauptwahl im Herbst. Ebenfalls im Sommer 2010 trat Fontanas Bürgermeister Mark Nuaimi zurück. Bei den Bürgermeisterwahlen im November 2010 setzte sich Acquanetta Warren gegen fünf Konkurrenten durch. Ihre Amtszeit dauerte bis Ende 2014.